# 俄国沙拉
俄国沙拉是俄罗斯菜中一种传统的沙拉。在中欧、东欧和部分南美国家比较流行。在俄国其本名为奥利维耶沙拉（俄语：салат Оливье, salat Olivie），因发明这道菜的俄国主厨卢西安·奥利维尔而得名。一些欧洲国家也以此名称呼，不过更多国家则以俄国沙拉代称。尽管原始菜谱较为繁复，准备现代俄国沙拉所需的食材通常是熟马铃薯丁、胡萝卜丁，腌黄瓜丁、豌豆、洋葱、鸡蛋、鸡肉丁或火腿丁。上述材料与蛋黄酱、盐、胡椒粉和黄芥末拌匀，并以蛋黄酱在上方装饰即可。在新年时俄国沙拉通常与瓯柑和香槟酒一起作为晚宴的前菜。另外一种变体也被称为“首都沙拉”（салат столичный, salat stolichny）

## 历史

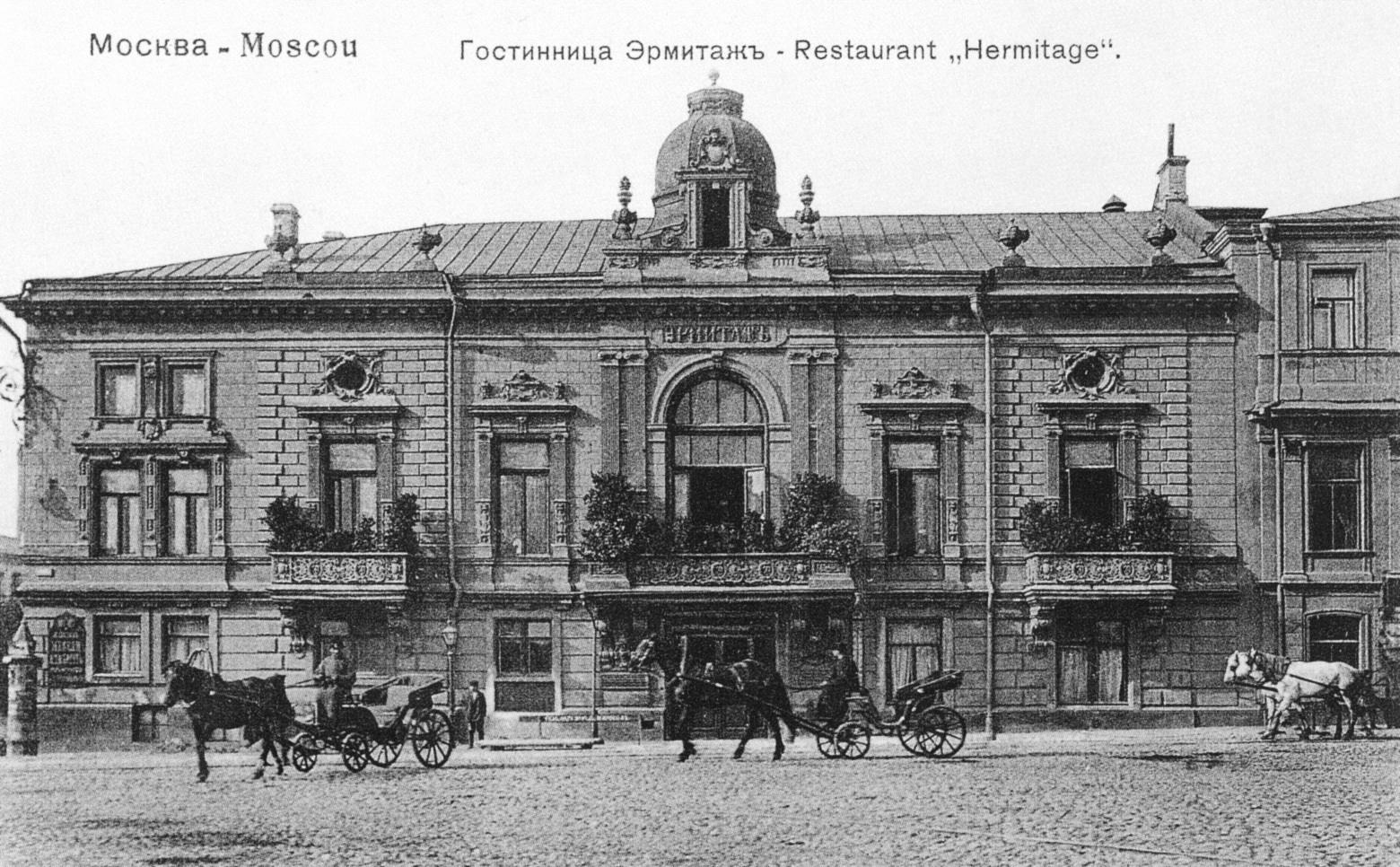
隐居处餐厅

这个沙拉的原始版本是19世纪60年代由比利时厨师卢西安·奥利维尔（Lucien Olivier）发明的。他是当时莫斯科最受欢迎的餐厅“隐居处”（俄语：Эрмитаж）的主厨。这道沙拉在当地的回头客中非常受欢迎，并成为了餐厅的招牌菜。沙拉的准确配方，尤其是酱料，受到绝密保护。据说沙拉的材料除土豆和生菜外，还包括松鸡肉、小牛舌、鱼子酱、小龙虾、刺山柑和燻鸭肉等上等食材。具体食材的配方也随着季节变化有所调整。沙拉所用的酱料主要是蛋黄酱，再配以法国产的红酒醋、芥末酱和普罗旺斯的橄榄油共同调制而成，但确切配方仍然未知。

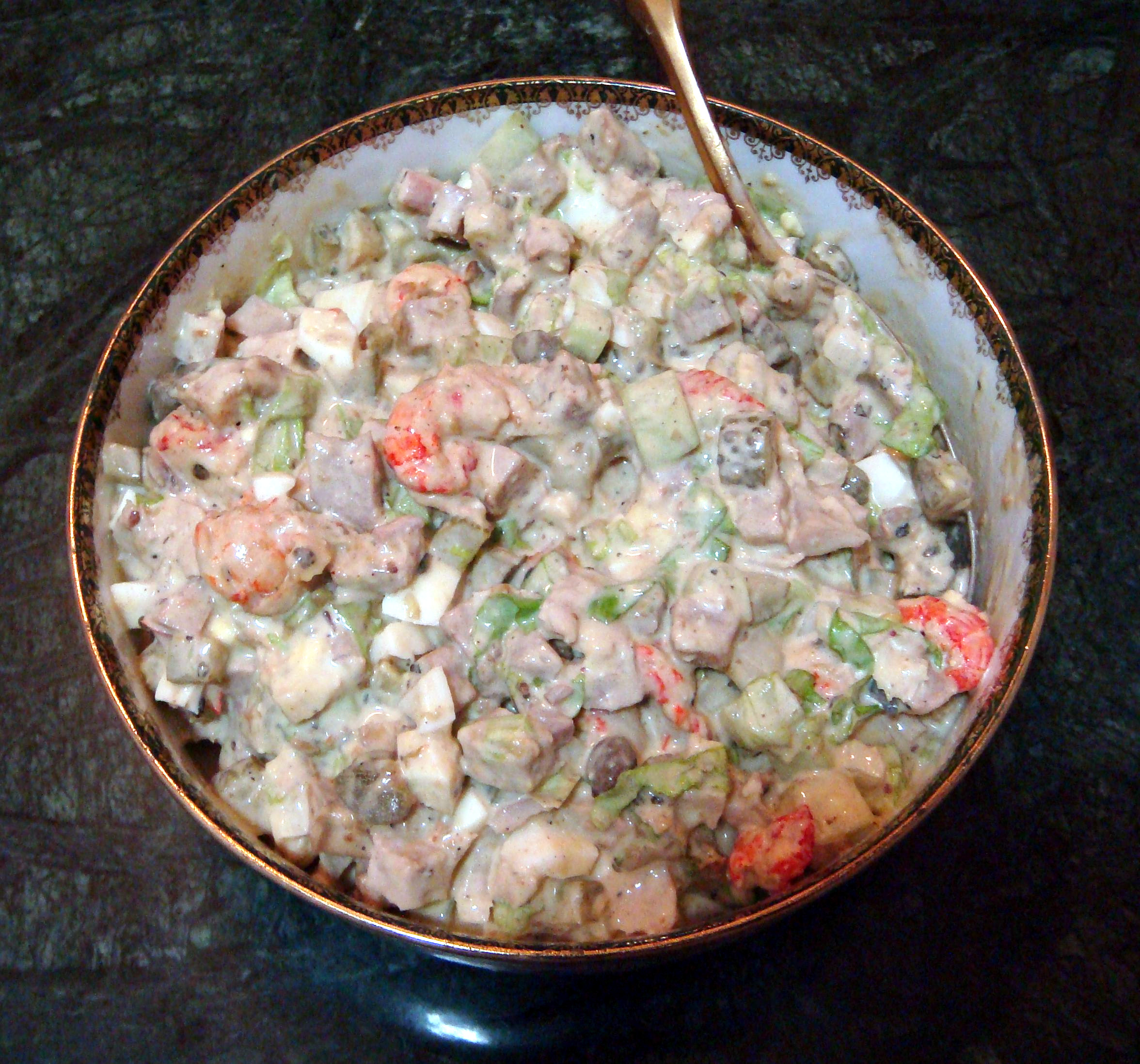
按照“隐居处”原始配方制作的奥利维耶沙拉

在20世纪初，奥利维尔的副主厨伊万·伊万诺夫试着盗取这个配方。据说是一个晚上，当奥利维尔像平时一样独自一人准备酱汁时，因为急事被叫走了。借此机会伊万诺夫潜入了奥利维尔的私人厨房，检查了他的那些调料盒。这使他能够对那个著名酱料配方做出一些合理的猜测。伊凡诺夫随后便辞职，并去了莫斯科另一家的餐厅做厨师。在那里他开始以“首都沙拉”（столичный，stolichny）的名字提供一种相似的沙拉。然而，当时的美食家们评论说，首都沙拉的调料酱质量比奥利维尔低，并表示它“少了点什么”。
后来，伊万诺夫把沙拉的配方卖给了几家出版社，这也进一步推动了这一道沙拉在俄国的普及。在1905年，隐居处餐厅关闭，奥利维尔家族也离开了俄罗斯。自此之后，这一类沙拉都被通称为奥利维耶沙拉。

## 食材

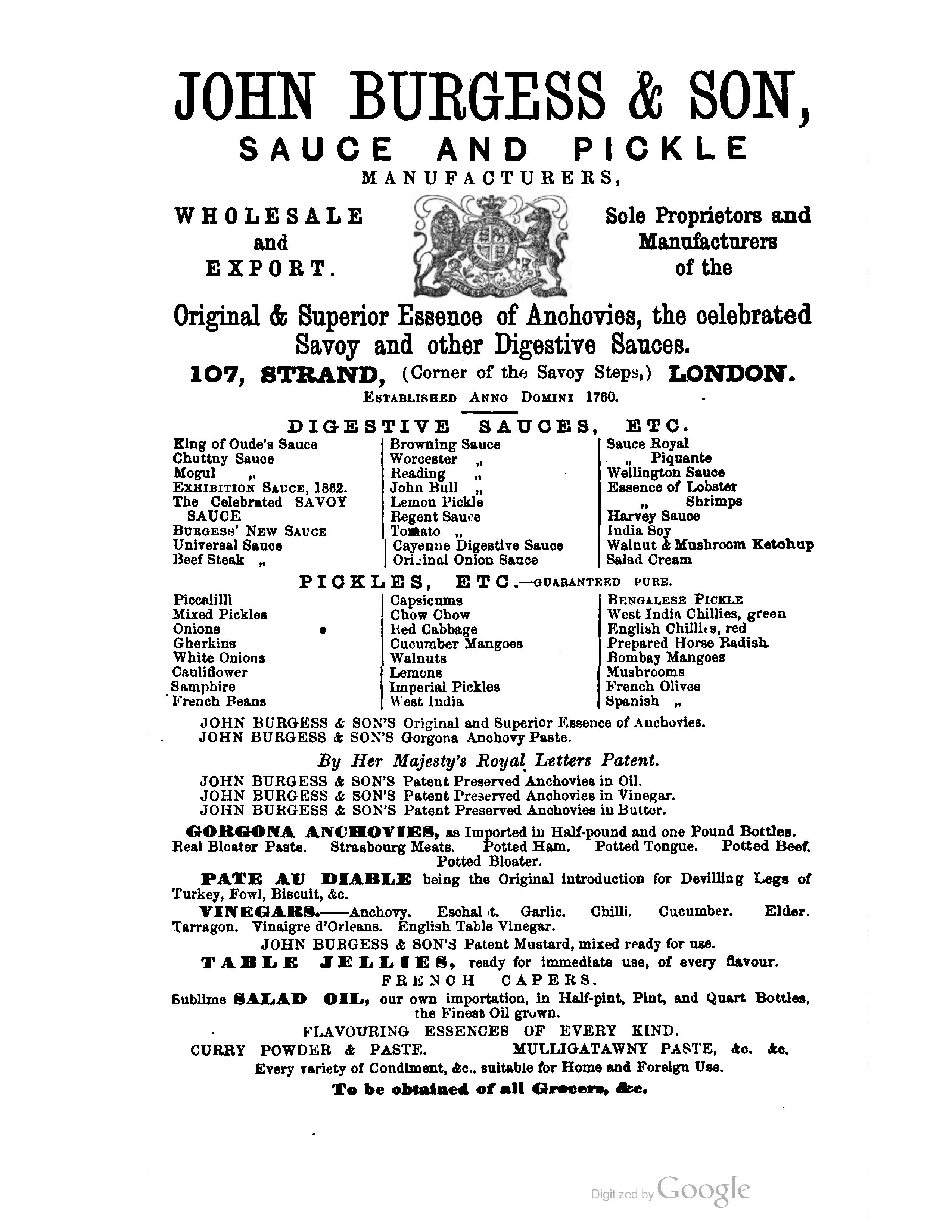
John Burgess & Son公司1863年的广告，其中可以看见蒙古酱

迄今为止最早公布的食谱出现在1894年3月31日俄罗斯杂志《我们的食物》（Нашапища）第六期。这本杂志从1891年到1896年出版，据主编伊格纳杰夫（M. Ignatiev）称，原酱料中还包括由John Burgess & Son和Crosse & Blackwell两家公司生产的“蒙古酱”或“喀布尔酱”，而其后的菜谱也有人用酱油代替蒙古酱调制酱料。
1897年，奥利维尔沙拉第一次出现在食谱书《烹饪艺术基础指南》（Руководство к изучению основ кулинарного искусства）上，食谱作者为阿列克桑德罗娃。配方为，半只淡褐松鸡、两个土豆、一个小黄瓜（或一个大的玉米笋）、三四片生菜叶、三个大的小龙虾、1/4杯肉冻块、一茶匙刺山柑、三五颗橄榄和一汤匙半的普罗旺斯酱蛋黄酱。作者称，正宗菜谱应包含松鸡，但也可以用小牛肉、鹧鸪肉或鸡肉来代替。
早期，俄国沙拉的材料通常含有冷食肉类，以及海鲜或鱼子酱。在俄国革命后，一些口感或颜色相近但较为便宜的食材开始逐渐取代了那些原始配料：人们用水煮蛋和胡萝卜来获得小龙虾的口感和颜色，松鸡被鸡肉或波洛尼亚香肠所替代，橄榄和刺山柑则被人们分别用酸黄瓜和豌豆来代替。在20世纪中期的一些俄罗斯风味餐厅，食材则包括了牛舌、香肠、龙虾肉等。

## 现代俄国沙拉
现代的俄国沙拉，与传统的奥利维尔沙拉相比，实际上更为接近首都沙拉。做法为将水煮后的土豆、豌豆、鸡蛋、胡萝卜，配上腌黄瓜和博洛尼亚香肠或者熟牛肉或熟鸡肉，用蛋黄酱调和而成。也有人根据喜好加入苹果丁和根芹菜丁。俄国沙拉是苏联时期节日晚宴的保留菜式，尤其常见于公历除夕年夜饭的时候，常与香槟酒和橘子相伴。尽管现在的俄罗斯冬季食物来源已变得丰富，但俄国沙拉仍然是俄罗斯人庆祝新年时最喜爱的菜式。在2012年12月，俄罗斯乌拉尔河畔的奥伦堡做出了史上最大份的奥利维尔沙拉，重达1841公斤。

## 在俄罗斯国外

### 欧洲

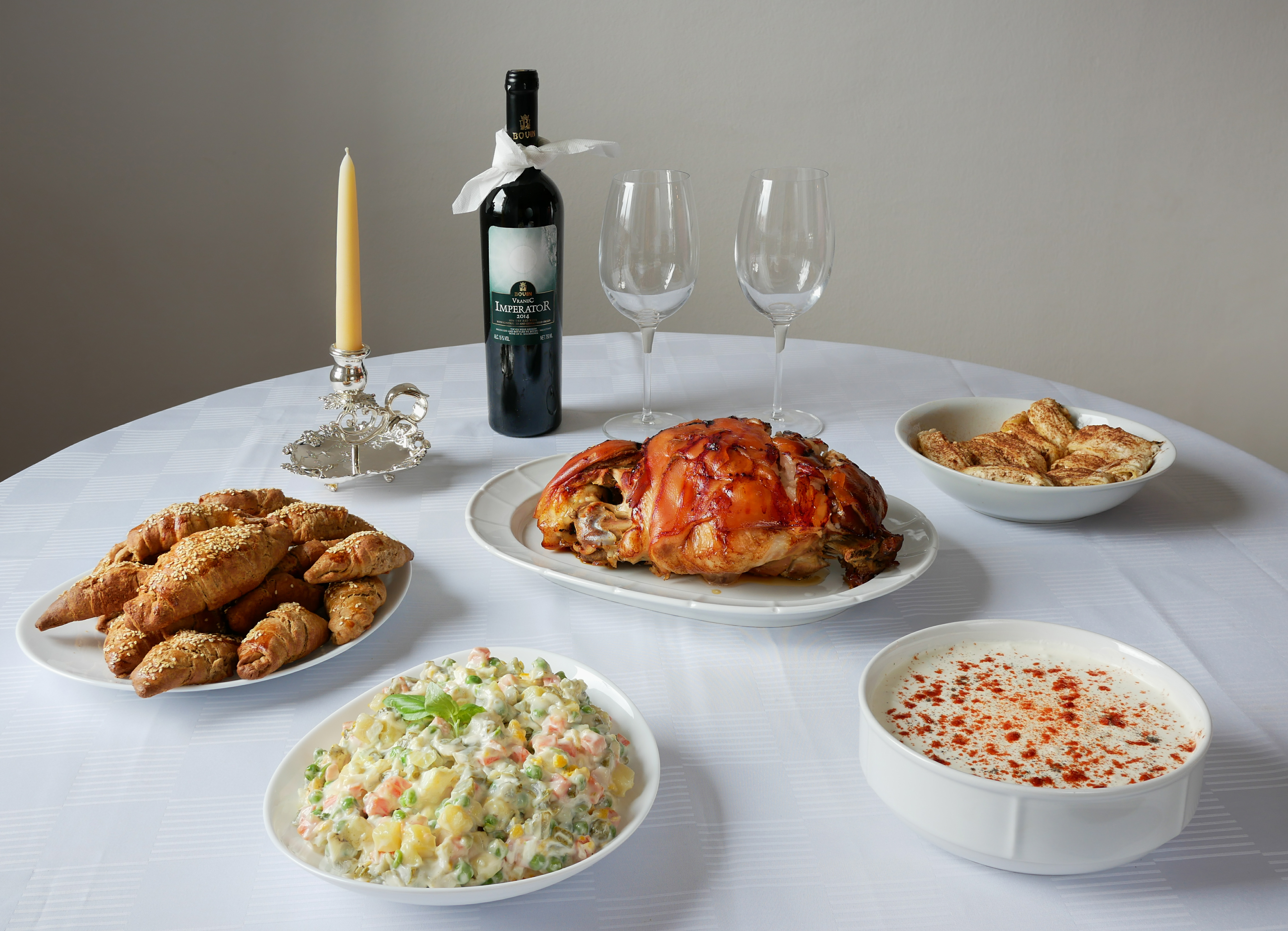
在塞尔维亚的圣诞晚宴上，俄国沙拉是非常常见的一道菜。

这道沙拉在巴尔干各国都非常流行，配料相近，且在各国语言中多称其为俄国沙拉。如保加利亚版本的俄国沙拉（руска салата，ruska salata）包括土豆、胡萝卜、豌豆、腌黄瓜和某种萨拉米或香肠。不过希腊版本的俄国沙拉（ρώσικη σαλάτα，rossiki salata）则通常不含肉。但也有国家称其为“法国沙拉”，如克罗地亚（francuska salata）和斯洛文尼亚（francoska solata）。
在罗马尼亚，这份沙拉的变种称为牛肉沙拉（Salată de boeuf）。与俄国沙拉的不同点则是肉类采用剁碎的熟牛肉。腌黄瓜则用罗马尼亚传统腌菜Murături代替。
在捷克，俄国沙拉则被称为土豆沙拉（bramborový salát），尽管配料相近，包括煮熟切块的蔬菜（土豆、胡萝卜、根芹菜），碎洋葱和腌菜，配上蛋黄酱酱料。也经常配上切块的煮鸡蛋、软萨拉米香肠和青豌豆。土豆沙拉通常作为圣诞晚餐的保留菜式，作为炸猪排或炸鲤鱼的配菜。

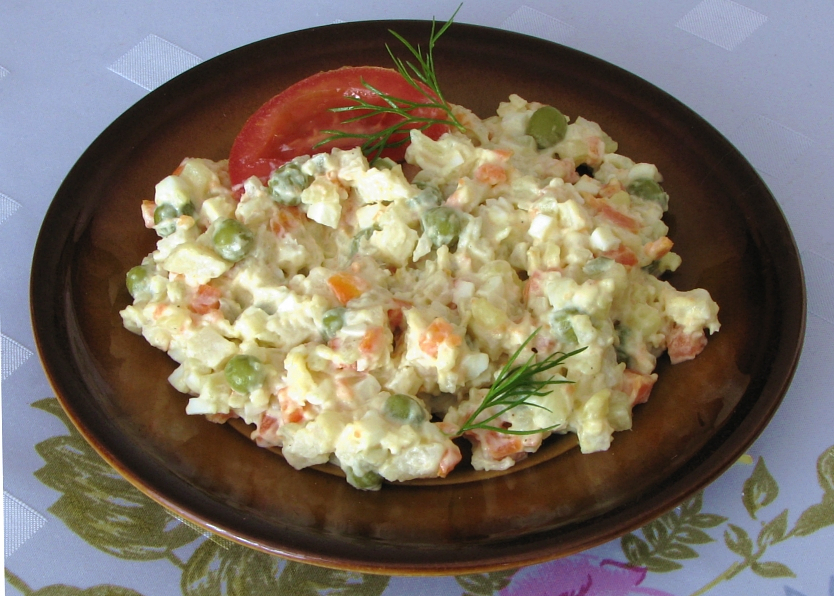
Sałatka jarzynowa，波兰的蔬菜沙拉

在波兰，俄国沙拉的变体则称为蔬菜沙拉（sałatka jarzynowa），包括豌豆、煮鸡蛋和蔬菜三丁。酱料同样为蛋黄酱。不同地区可能会加入苹果丁等其他蔬菜。西里西亚沙拉（szałot）是一种变体，除煮熟的土豆、胡萝卜、鸡蛋和豌豆外，还包括培根、香肠和腌鲱鱼 。沙拉通常出现在圣诞夜家庭团聚的晚餐餐桌上。

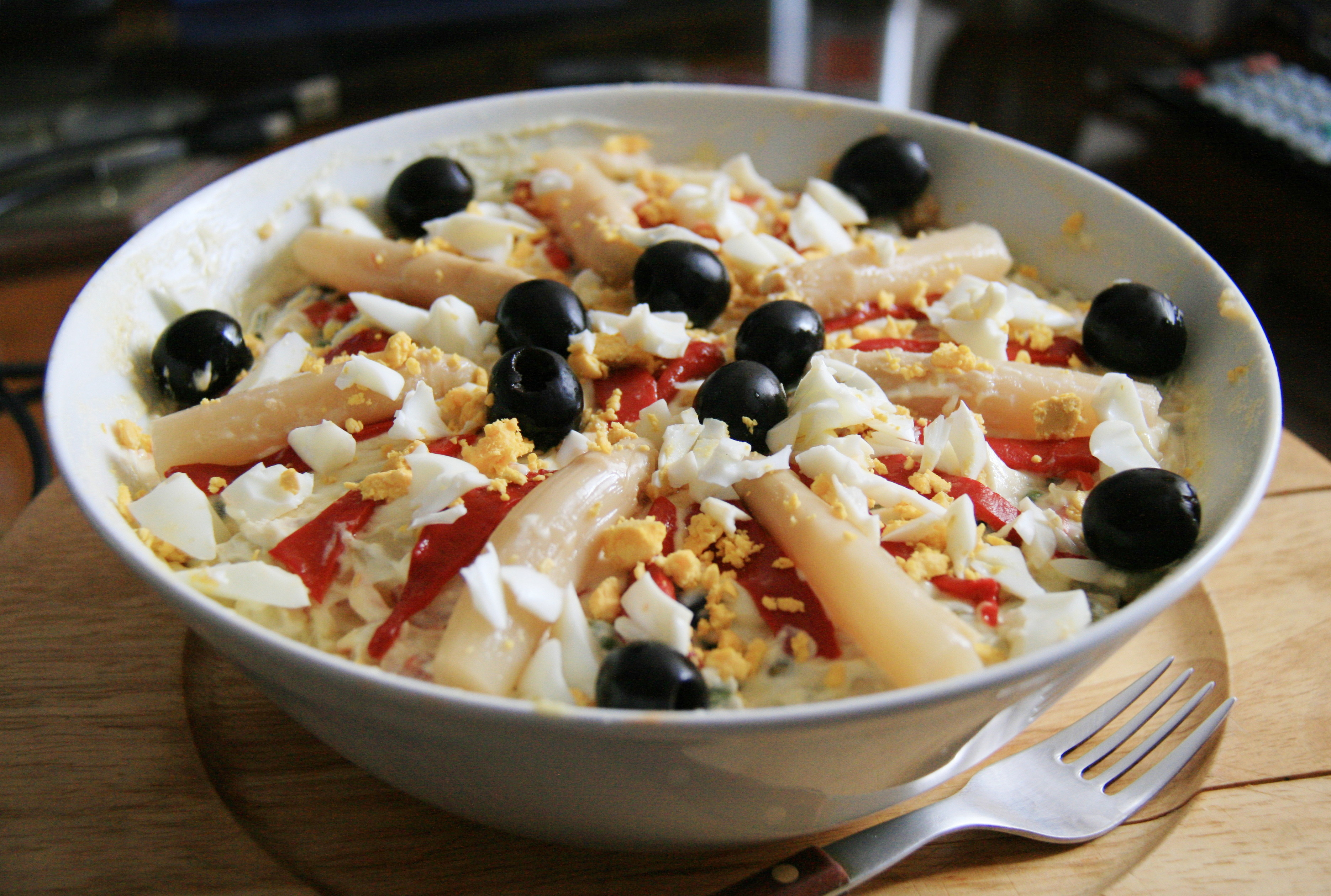
马德里的西班牙式俄国沙拉

在南欧的俄国沙拉则通常以鱼来代替熟肉。在西班牙，俄国沙拉（Ensalada rusa）则通常作为塔帕斯，一种餐前小食。煮熟的土豆和胡萝卜通常不切丁而是绞碎成泥，另外配以绞碎的煮鸡蛋、罐装碎金枪鱼、豌豆和蛋黄酱。 意大利的俄国沙拉（Insalata russa）和葡萄牙的俄国沙拉（salada russa）与西班牙的基本相同。

### 拉美
因为西班牙和东欧移民的关系，这道菜在厄瓜多尔、秘鲁、阿根廷、乌拉圭和巴西等拉美国家也非常流行。当地人也称其为俄国沙拉，但选用食材则仅剩煮熟的土豆、胡萝卜和豌豆。酱料同样为蛋黄酱。

### 亚洲

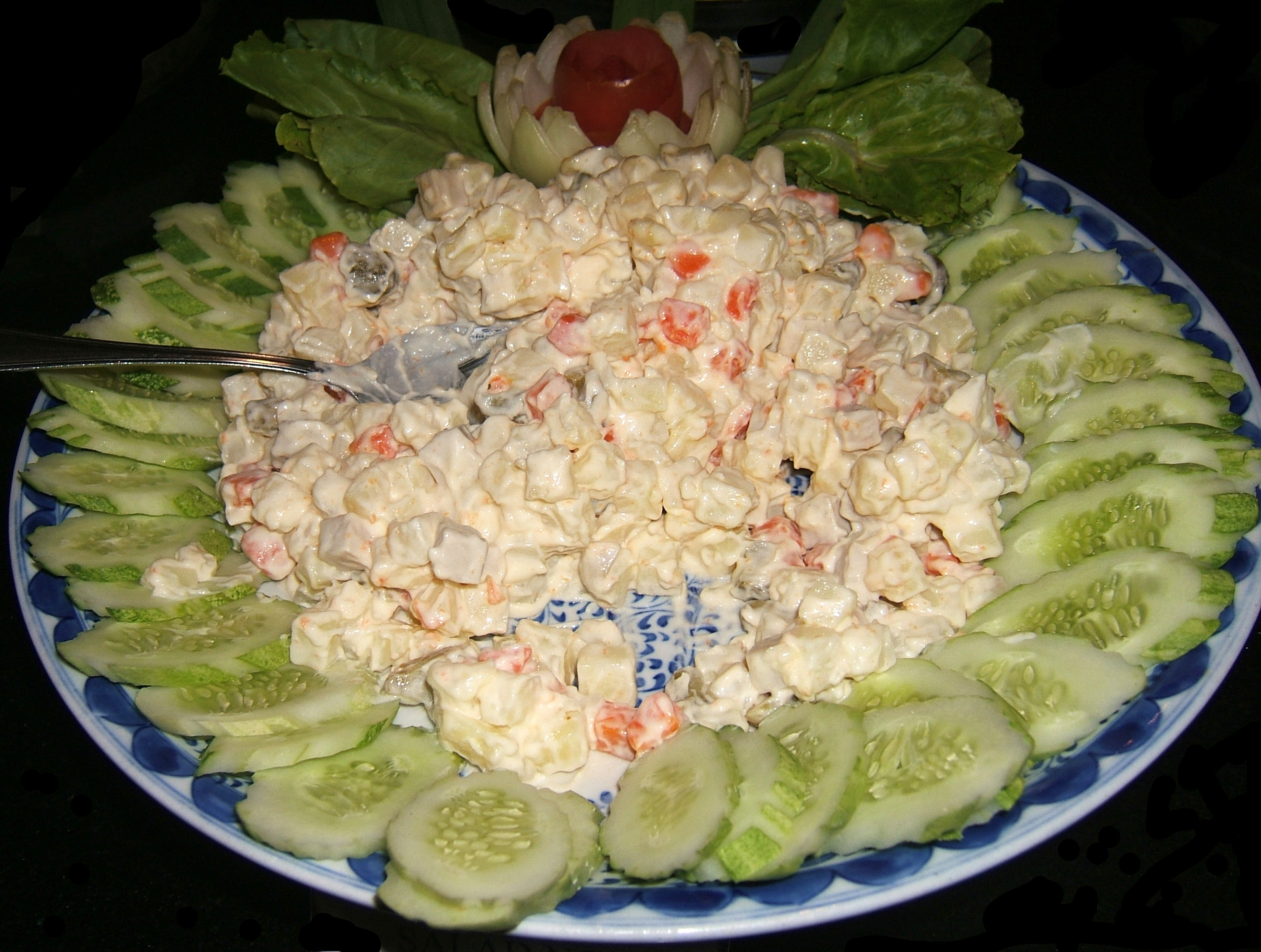
xa lát Nga，河内的俄国沙拉

在中国，20世纪初在上海的西餐厅受到俄罗斯移民影响下，开始制作并售卖以俄国沙拉为基础的洋山芋色拉。
在伊朗，俄国沙拉通常被作为三明治夹层。在印度和巴基斯坦，这道菜通常在咖啡馆里作为一道配菜。不过在巴基斯坦，一种由圆白菜和苹果丝做成的沙拉也被称为俄国沙拉。
在蒙古，这类沙拉被称为首都沙拉。
在土耳其，这道菜也被称为俄国沙拉。同样由煮熟切块的土豆、胡萝卜，以及腌黄瓜和豌豆，配以蛋黄酱而成。上面常用黑色橄榄和甜菜根点缀。也用作三明治夹层或烤马铃薯的夹心。